# Bézaudun-les-Alpes
 Bézaudun-les-Alpes  es una población y comuna francesa, situada en la región de Provenza-Alpes-Costa Azul, departamento de Alpes Marítimos, en el distrito de Grasse y cantón de Coursegoules.

## Demografía
| 65 | 64 | 61 | 80 | 87 | 143 |
| Para los censos de 1962 a 1999 la población legal corresponde a la población sin duplicidades (Fuente: INSEE [Consultar]) |    |    |    |    |     |